# Tren Maya

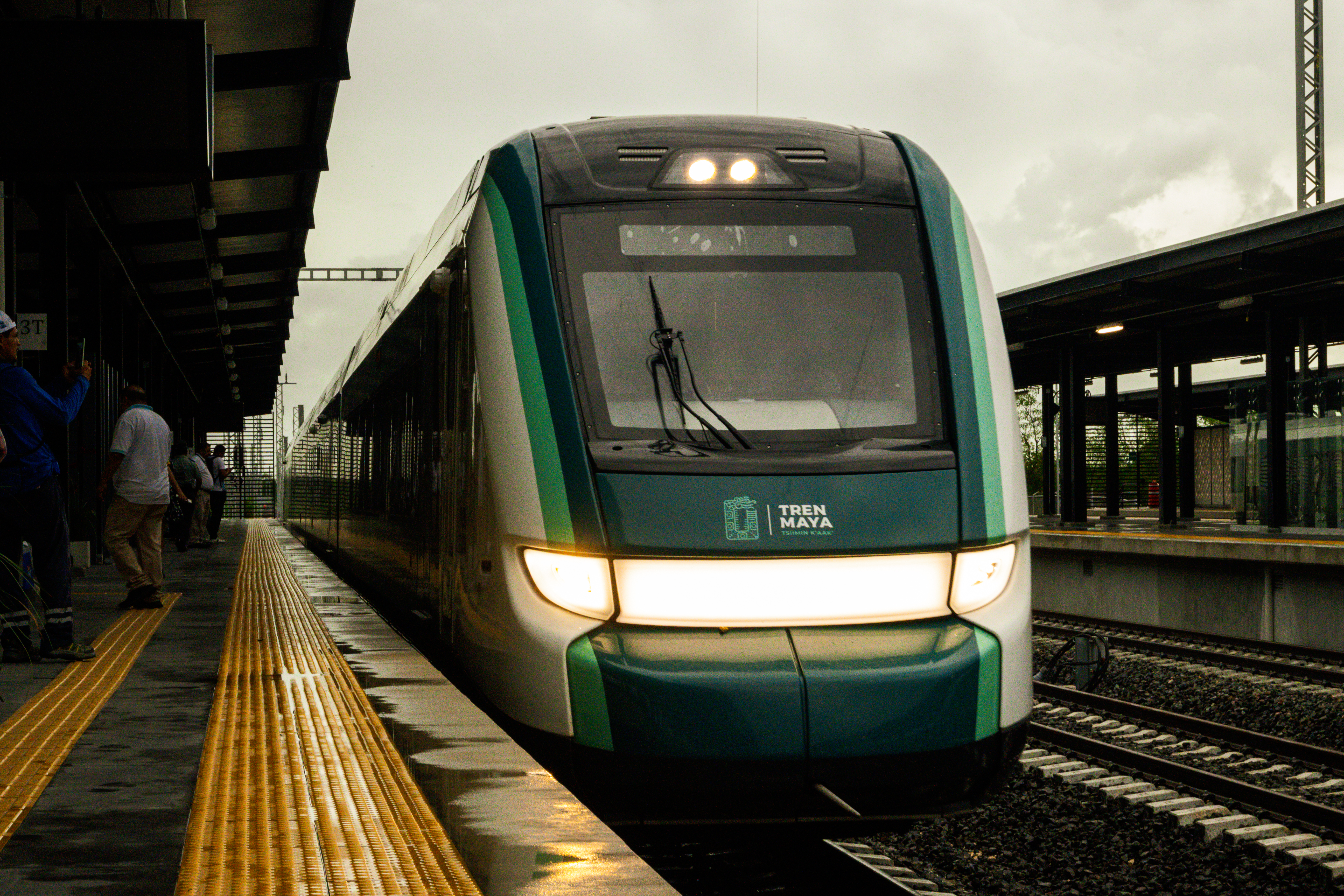
X'Trapolis Tsíimin K'áak Zugbildung des Tren Maya nach der Ankunft im Bahnhof Mérida Teya

| |                      |  |  |  |                        |                      |
| Topographischer Streckenplan (2024) |                      |  |  |  |                        |                      |
| Streckenlänge: | 1554 km              |  |  |  |                        |                      |
| Spurweite: | 1435 mm (Normalspur) |  |  |  |                        |                      |
| Stromsystem: | 25 kV 50 Hz ~        |  |  |  |                        |                      |
| Streckengeschwindigkeit: | 160 km/h             |  |  |  |                        |                      |
| Zugbeeinflussung: | ETCS                 |  |  |  |                        |                      |
| |                      |  |  |  |                        |                      |
| \| \| \| \| \| \| \| \| \| Grenze QUI / YUC \| Grenze QUI / YUC \| \| \| \| Nuevo Xcán \| Nuevo Xcán \| \| Valladolid \| Valladolid \| \| \| \| Leona Vicario \| Leona Vicario \| \| Chichén-Itzá \| Chichén-Itzá \| \| \| \| Cancún Aeropuerto \| Cancún Aeropuerto \| \| Izamal \| Izamal \| \| \| \| Puerto Morelo \| Puerto Morelo \| \| Tixkokob \| Tixkokob \| \| \| \| Playa del Carmen \| Playa del Carmen \| \| Teya Mérida \| Teya Mérida \| \| \| \| Tulum \| Tulum \| \| Umán \| Umán \| \| \| \| Tulum Aeropuerto \| Tulum Aeropuerto \| \| nach Hunucmá / Puerto Progreso \| \| \| \| \| \| \| \| Maxcanú \| Maxcanú \| \| \| \| Felipe Carrillo Pto. \| Felipe Carrillo Pto. \| \| Grenze YUC / CAM \| Grenze YUC / CAM \| \| \| \| Limones-Chacchoben \| Limones-Chacchoben \| \| Calkiní \| Calkiní \| \| \| \| Bacalar \| Bacalar \| \| \| \| \| \| \| Chetumal Aeropuerto \| \| \| \| \| \| \| \| nach Belize \| \| \| Tenabo \| Tenabo \| \| \| \| Grenze CAM / QUI \| Grenze CAM / QUI \| \| San Fco. de Campeche \| San Fco. de Campeche \| \| \| \| Nicolás-B. Kohunlich \| Nicolás-B. Kohunlich \| \| Edzná \| Edzná \| \| \| \| Xpujil \| Xpujil \| \| Carrillo Puerto \| Carrillo Puerto \| \| \| \| Calakmul \| Calakmul \| \| Escárcega \| Escárcega \| \| \| \| Centenario \| Centenario \| \| \| \| \| \| \| (Viadukt 1,1 km) \| \| \| \| \| \| \| \| \| \| \| \| \| \| \| \| \| \| \| Candelaria \| \| \| \| \| \| \| \| \| \| \| \| \| Río Candelaria (990 m) \| \| \| \| \| \| \| \| Grenze CAM / TAB \| \| \| El Triunfo \| \| \| \| \| \| \| \| \| \| \| \| \| Río San Pedro \| \| \| \| \| \| \| \| \| \| \| Tenosique \| Tenosique \| \| \| \| (Viadukt 2,3 km) \| (Viadukt 2,3 km) \| \| \| \| \| \| \| \| \| \| \| \| \| \| \| Río Usumacinta \| \| \| Boca del Cerro \| \| \| \| \| \| \| \| \| \| \| \| \| Grenze TAB / CHI \| \| \| \| \| \| \| \| \| \| \| Palenque \| \| \| \| \| \| \| |                      |  |  |  |                        |                      |
| |                      |  |  |  |                        |                      |
| Grenze QUI / YUC | Grenze QUI / YUC     |  |  |  | Nuevo Xcán             | Nuevo Xcán           |
| Valladolid | Valladolid           |  |  |  | Leona Vicario          | Leona Vicario        |
| Chichén-Itzá | Chichén-Itzá         |  |  |  | Cancún Aeropuerto      | Cancún Aeropuerto    |
| Izamal | Izamal               |  |  |  | Puerto Morelo          | Puerto Morelo        |
| Tixkokob | Tixkokob             |  |  |  | Playa del Carmen       | Playa del Carmen     |
| Teya Mérida | Teya Mérida          |  |  |  | Tulum                  | Tulum                |
| Umán | Umán                 |  |  |  | Tulum Aeropuerto       | Tulum Aeropuerto     |
| nach Hunucmá / Puerto Progreso |                      |  |  |  |                        |                      |
| Maxcanú | Maxcanú              |  |  |  | Felipe Carrillo Pto.   | Felipe Carrillo Pto. |
| Grenze YUC / CAM | Grenze YUC / CAM     |  |  |  | Limones-Chacchoben     | Limones-Chacchoben   |
| Calkiní | Calkiní              |  |  |  | Bacalar                | Bacalar              |
| |                      |  |  |  | Chetumal Aeropuerto    |                      |
| |                      |  |  |  | nach Belize            |                      |
| Tenabo | Tenabo               |  |  |  | Grenze CAM / QUI       | Grenze CAM / QUI     |
| San Fco. de Campeche | San Fco. de Campeche |  |  |  | Nicolás-B. Kohunlich   | Nicolás-B. Kohunlich |
| Edzná | Edzná                |  |  |  | Xpujil                 | Xpujil               |
| Carrillo Puerto | Carrillo Puerto      |  |  |  | Calakmul               | Calakmul             |
| Escárcega | Escárcega            |  |  |  | Centenario             | Centenario           |
| |                      |  |  |  | (Viadukt 1,1 km)       |                      |
| |                      |  |  |  |                        |                      |
| |                      |  |  |  |                        |                      |
| Candelaria |                      |  |  |  |                        |                      |
| |                      |  |  |  | Río Candelaria (990 m) |                      |
| |                      |  |  |  | Grenze CAM / TAB       |                      |
| El Triunfo |                      |  |  |  |                        |                      |
| |                      |  |  |  | Río San Pedro          |                      |
| |                      |  |  |  |                        |                      |
| Tenosique | Tenosique            |  |  |  | (Viadukt 2,3 km)       | (Viadukt 2,3 km)     |
| |                      |  |  |  |                        |                      |
| |                      |  |  |  | Río Usumacinta         |                      |
| Boca del Cerro |                      |  |  |  |                        |                      |
| |                      |  |  |  | Grenze TAB / CHI       |                      |
| |                      |  |  |  |                        |                      |
| Palenque |                      |  |  |  |                        |                      |

Tren Maya (spanisch für Maya-Zug) ist ein Infrastrukturprojekt zweier Eisenbahnstrecken im Südosten von Mexiko. Die nordwestliche Strecke ist seit Dezember 2023 in Betrieb. Die östliche Teil bis Playa del Carmen wurde Ende Februar 2024 eröffnet, während der weitere östliche Streckenverlauf im September 2024 (bis Chetumal) fertiggestellt wurde; der südliche Lückenschluss mit dem Abschluss eines Rings erfolgte am 15. Dezember 2024.

## Planung und bisherige Umsetzung
Das im September 2018 von Mexikos Präsident Andrés Manuel López Obrador angekündigte Projekt sollte neben dem Güterverkehr ab 2023 pro Jahr rund drei Millionen Menschen zu 15 Orten transportieren und nach Vorstellung der mexikanischen Regierung insbesondere den Ökotourismus fördern. An der Mehrheit der 19 Bahnstationen ist jedoch auch die Errichtung von Gewerbegebieten und Industrieparks vorgesehen.
Dabei soll eine Trasse mit einer Länge von 1525 Kilometern (60 Prozent Reaktivierung bestehender Strecke für den Personenverkehr, 40 Prozent Neubaustrecke) an den Stätten der Maya entlangführen.
Die für eine Höchstgeschwindigkeit von 160 Kilometern pro Stunde ausgelegte Trasse soll in Palenque in Chiapas beginnen, dann über Tenosique in Tabasco zum Bundesstaat Campeche nach Escárcega verlaufen.
Von dort führen dem Vorhaben nach zwei Strecken bis zum Touristenort Cancún in Quintana Roo. Die (nord)westliche Route führt über die Stadt Campeche sowie über die in Yucatán liegenden Stationen Maxcanú, Mérida, Izamal, Chichén Itzá und Valladolid.
Der (süd)östliche Streckenast läuft entlang der Maya-Plätze Calakmul, Xpuhil (Becán, Chicanná) und bindet die Städte Bacalar, C. Puerto, Tulum, Playa del Carmen und Puerto Morelos an.
Da die östliche Route an zahlreichen Cenotes sowie durch das Calakmul-Biosphärenreservat führt, sollten ursprünglich vor Baubeginn ein Umweltschutzgutachten erstellt und eine Anhörung der indigenen Gemeinschaften nach den Vorgaben der Internationalen Arbeitsorganisation und auf Grundlage des Übereinkommens über eingeborene und in Stämmen lebende Völker in unabhängigen Ländern durchgeführt werden. Ein Referendum, an dem im November 2018 nur 1 Prozent der mexikanischen Bevölkerung teilnahm, sprach sich mit 89 Prozent für das Projekt aus, mit dem 20.000 Arbeitsplätze entstehen sollen. Der Menschenrechtsrat der Vereinten Nationen kritisierte die Abstimmung scharf. Die Wähler seien nur über die positiven Auswirkungen des Projekts informiert worden, nicht über die negativen. Außerdem fehlte eine Übersetzung der Unterlagen, die Abstimmungsphase war zu kurz und die Beteiligung, besonders unter indigenen Frauen, extrem gering. Viele Wahlberechtigte hätten nicht die finanziellen Mittel gehabt, um zu den Wahllokalen zu reisen. Die Mehrheit der Wähler seien städtische Angestellte gewesen.
Im Dezember 2018 wurde mit dem Bau begonnen. Das mit einem Budget von 7,4 Milliarden US-Dollar veranschlagte Megaprojekt sollte größtenteils mit Einnahmen aus dem Tourismus finanziert werden. Für den Ausbau der Schienenstrecke wurden 3,4 bis 10 Millionen Bäume gefällt und mehr als 6000 Hektar Wald gerodet. Umweltaktivisten dokumentierten, dass durch die Bauarbeiten Zement in uralte und unberührte Höhlensysteme floss.
2021 wurden die Leit- und Sicherungstechnik (Stellwerke und ETCS) sowie 42 Triebzüge für insgesamt 36,6 Milliarden Pesos vergeben.
Die Projektentwicklung erfolgt unter Trägerschaft einer Firma der mexikanischen Streitkräfte.
Ein Konsortium der spanischen Renfe mit den Ingenieurbüros Ineco und DB Engineering & Consulting wurde 2020 mit der Beratung über den zukünftigen Betrieb und der Überwachung der Herstellung, Lieferung und Inbetriebnahme der Schienenfahrzeuge und anderer Systeme beauftragt. Der Vertrag mit einer Laufzeit von drei Jahren hatte einen Auftragswert von 13,5 Millionen Euro.
Als Schienenfahrzeuge sind insgesamt 42 Triebzüge mit insgesamt 219 Wagen vom Typ Alstom X’Trapolis vorgesehen, die in die Untervarianten Xiinbal (Tageszüge), von denen 31 Triebzüge bestellt wurden, Janal (Tageszüge mit Speisewagen) sowie P’atal (Nachtzüge mit Schlafwagenabteilen) aufteilen und im Werk in Ciudad Sahagún gefertigt werden sollen. Der erste vierteilige Triebzug vom Typ Xiinbal wurde Anfang Juli 2023 ausgeliefert und am 10. Juli 2023 vorgestellt, wobei sämtliche Fahrzeuge bis Ende 2024 ausgeliefert werden sollen.
Im Juni 2023 ordnete der erste Bezirksrichter des Bundesstaates Yucatán die Einstellung der Arbeiten am Tren Maya in mehreren Bereichen zwischen Calkiní, Cancún, Playa del Carmen sowie Tulum und Chetumal an, da für die Abholzungs- und Rodungsarbeiten keine Genehmigungen eingeholt worden seien und dies dazu führen könnte, dass lokale Gemeinschaften und Organisationen irreparable Auswirkungen auf ihr Recht auf eine gesunde Umwelt erleiden.
Unterdessen bekräftigte der Generaldirektor des Tren Maya, Óscar David Lozano Águila, im September 2023, dass der erste Streckenabschnitt ab dem Corredor Interoceánico über Palenque, Boca del Cerro, Tenosique, El Triunfo und Candelaria bis Escárcega im Dezember 2023 eröffnet werden soll.
Nachdem der mexikanische Präsident Obrador die Bauarbeiten per Dekret zu einer Angelegenheit der nationalen Sicherheit erklärt hatte, wurde der Bau unter Aufsicht der mexikanischen Streitkräfte fortgesetzt und am 15. Dezember 2023 als erstes Teilstück die knapp 500 Kilometer lange Strecke von Cancún nach Campeche eröffnet. Am 31. Dezember desselben Jahres wurde die Strecke bis Palenque eröffnet, so dass 892 km in Betrieb waren. Sechs Züge verkehrten zu Beginn täglich. Am 29. Februar wurde der Abschnitt Cancún–Playa del Carmen eröffnet, obwohl noch nicht alle Bauarbeiten abgeschlossen waren. Die Inbetriebnahme der gesamten Strecke war ursprünglich für Juni 2024 geplant; allerdings erfolgte die Eröffnung der Verlängerung der östlichen Strecke bis Chetumal erst Ende September 2024; der Abschluss des Rings mit Anschluss in Escárcega auf der westlichen Strecke wurde dann Mitte Dezember desselben Jahres eröffnet.
Die Kosten für das Gesamtprojekt haben sich auf umgerechnet rund 27 Milliarden Euro verdreifacht.

## Kritik und Proteste

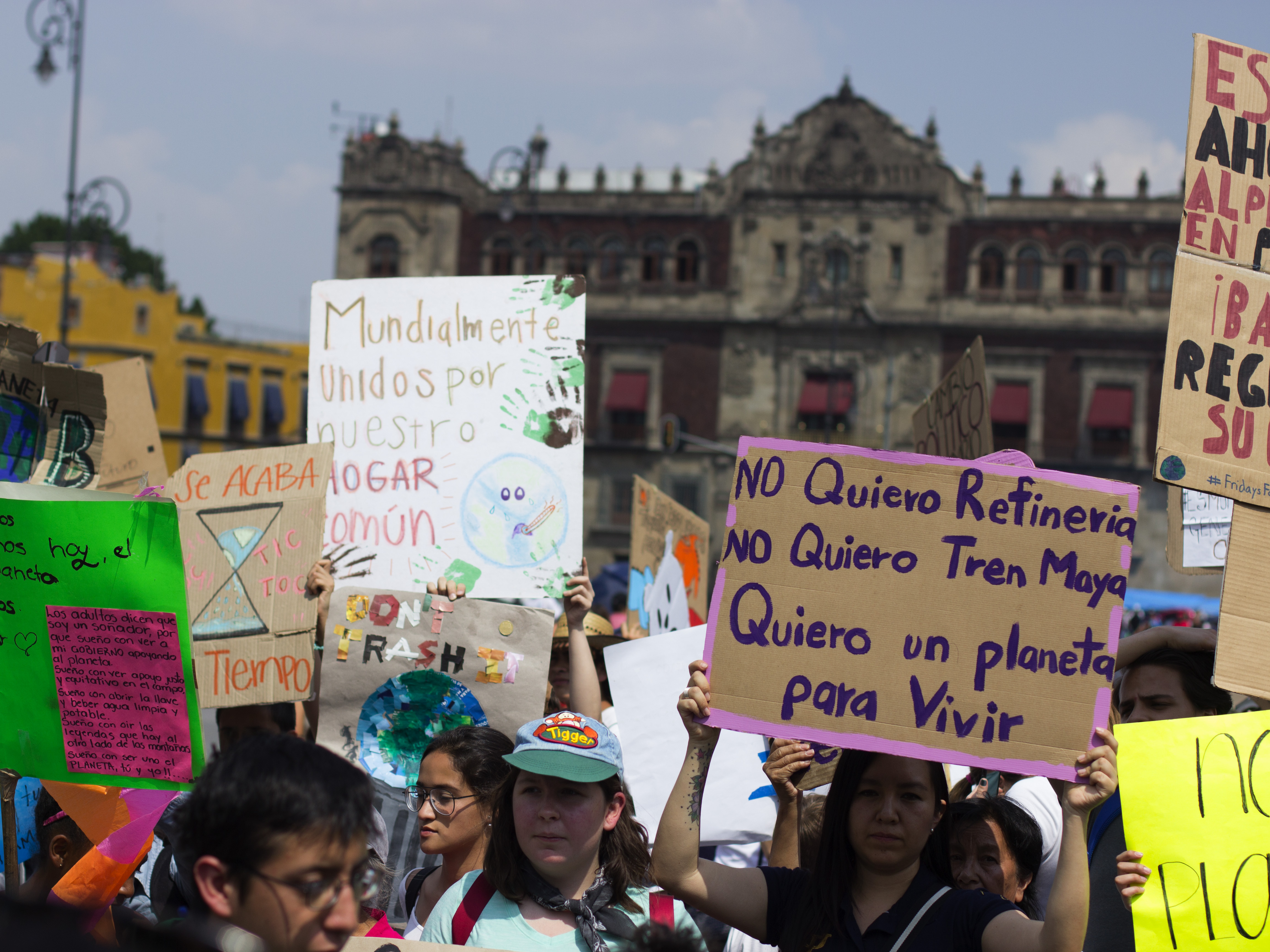
Umweltaktivistin in Mexiko protestiert gegen den Tren Maya: „Ich möchte keine Raffinerie, keinen Tren Maya, ich möchte einen Planeten zum Leben“

Widerstand gegen den Tren Maya kündigte die Zapatistische Befreiungsarmee aus Sorge vor durch Right-of-way legitimierte Vertreibung an. Die SEDENA Leaks wiesen 2022 eine darauffolgend engmaschige Überwachung der Bewegung durch den mexikanischen Militärgeheimdienst nach. Auch andere indigene Gruppen, wie der Congreso Nacional Indigena, lehnen das Projekt ab und fürchten Vertreibung, Ausbeutung als Arbeitskräfte, eine Bedrohung indigener Lebensweisen und ein ökologisches Desaster. Im April 2023 zog eine Karawane unter dem Motto El Sur resiste (deutsch Der Süden lehnt sich auf) entlang der Strecken in den Bundesstaaten Chiapas, Oaxaca, Veracruz, Tabasco, Campeche, Yucatán und Quintana Roo, die vom Großbauprojekt Corredor Interoceánico im Isthmus von Tehuantepec und dem Tren Maya betroffen sind. Der Protest richtete sich gegen Militarisierung, Umweltzerstörung und Landraub im Zusammenhang mit den Großbauprojekten.
Auch die Vereinten Nationen kritisierten das Projekt und befürchten massive Menschenrechtsverletzungen. Mehrfach sollen Arbeiten an Bauabschnitten trotz Verboten örtlicher Gerichte fortgesetzt worden sein.
Im Juli 2023 wurden an einer Geschäftsstelle der Deutschen Bahn in Berlin Scheiben eingeschlagen und der Schriftzug „Stop Tren Maya“ aufgesprüht.